# Косолаповы (Котельничский район)
Косолаповы — деревня в Котельничском районе Кировской области в составе Зайцевского сельского поселения.

## География
Располагается у северо-западной границы райцентра города Котельнич.

## История
Известна с 1802 года как деревня Семинская с 7 дворами. В 1873 году здесь (Семинская или Косолаповы) было учтено дворов 11 и жителей 89, в 1905 (починок Селинский 1-й или Косолаповы) 12 и 121, в 1926 (деревня Косолаповы или Семинская 1-я) 21 и 116, в 1950 (Большие Косолаповы) 19 и 70, в 1989 проживал 1 постоянный житель. Настоящее название утвердилось с 1978 года. Ныне имеет дачный характер.

## Население
Постоянное население не было учтено как в 2002 году, так и в 2010.